# وو دائو
وو دائو (به چینی: 悟道) به معنی «راهِ آگاهی» یک هوش مصنوعی چند حالته است که توسط آکادمی هوش مصنوعی پکن توسعه داده شده است. این مدل با مدل جی‌پی‌تی-۳ قابل مقایسه است و بر اساس ساختار مشابهی طراحی شده است. در حالی که جی‌پی‌تی-۳ ۱۷۵ میلیارد پارامتر دارد، وو دائو ۱ تریلیون و ۷۵۰ میلیارد پارامتر دارد، یعنی تعداد پارامترهای وو دائو ده برابر تعداد پارامترهای جی‌پی‌تی-۳ است. مدل‌هایی مانند دال-ای متن‌باز است و هیچ محدودیت مصنوعی برای تولید تصاویر قائل نیست. منتقدان در مورد اخلاق هوش‌مصنوعی ابراز نگرانی کرده‌اند از جمله در مورد استفاده از این مدل برای تولید تصاویر دیپ‌فیک. مدل استیبل دیفیوژن می‌تواند بر روی سخت‌افزاری با یک واحد پردازش گرافیکی اجراء شود. وو دائو بر اساس ۴٫۹ ترابایت تصویر و متن آموزش داده شده است (۱٫۲ ترابایت متن چینی و ۱٫۲ ترابایت متن انگلیسی). صاحبنظران این مدل را تلاش چین برای «رقابت با ایالات متحدهٔ امریکا» ارزیابی می‌کنند.